# 馮盡善
馮盡善，字虞操，甘肅隴西人，中國清朝官員。
馮盡善爲舉人出身。雍正七年（1729年），馮盡善接替劉良璧擔任台灣府諸羅縣知縣。